# Alphonse Sweeck
Alphonse Sweeck (Keerbergen, 15 de marzo de 1936-Lovaina, 13 de diciembre de 2019) fue un ciclista belga, profesional entre 1959 y 1962, cuyo mayor éxito deportivo lo obtuvo en la Vuelta a España donde obtuvo una victoria de etapa en la edición de 1960.

## Familia
Es el abuelo de Laurens, Diether y Hendrik Sweeck, también ciclistas.

## Palmarés
| 1959 - Arendonk 1960 - 1 etapa en la Vuelta a España - Vuelta a Bélgica | 1961 - Lessines 1962 - Buggenhout |